# William Connell

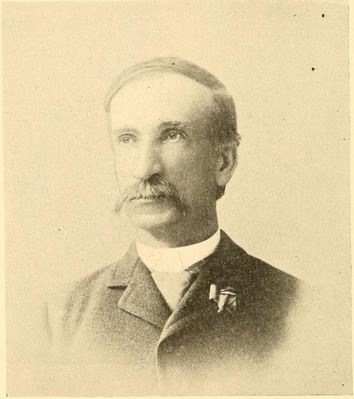
William Connell

William Connell (* 10. September 1827 in Sydney, Nova Scotia; † 21. März 1909 in Scranton, Pennsylvania) war ein US-amerikanischer Politiker. Zwischen 1897 und 1905 vertrat er zweimal den Bundesstaat Pennsylvania im US-Repräsentantenhaus.

## Werdegang
William Connell erhielt eine nur eingeschränkte Schulausbildung und kam im Jahr 1844 aus seiner kanadischen Heimat nach Hazleton in Pennsylvania. Dort arbeitete er zunächst in den Bergwerken. Danach leitete er die Firma Susquehanna & Wyoming Valley Railroad & Coal Company mit Sitz in Scranton. Nach deren Auflösung im Jahr 1870 erwarb Connell ihr Eigentum und wurde damit einer der größten privaten Betreiber von Kohlebergwerken in der Gegend. 1872 war er Mitbegründer der Third National Bank of Scranton, deren Präsident er im Jahr 1879 wurde. Er war außerdem an verschiedenen anderen wirtschaftlichen Unternehmen in Scranton und Umgebung beteiligt. Politisch wurde er Mitglied der Republikanischen Partei. Im Juni 1896 nahm er als Delegierter an der Republican National Convention in St. Louis teil, auf der William McKinley als Präsidentschaftskandidat nominiert wurde. Er gehörte auch dem Staatsvorstand seiner Partei an.
Bei den Kongresswahlen des Jahres 1896 wurde Connell im elften Wahlbezirk von Pennsylvania in das US-Repräsentantenhaus in Washington, D.C. gewählt, wo er am 4. März 1897 die Nachfolge von Joseph A. Scranton antrat. Nach zwei Wiederwahlen konnte er bis zum 3. März 1903 drei Legislaturperioden im Kongress absolvieren. In diese Zeit fiel der Spanisch-Amerikanische Krieg von 1898. Im Jahr 1902 kandidierte er im zehnten Distrikt seines Staates für seinen Verbleib im Kongress. Dabei unterlag er dem Demokraten George Howell. Connell legte aber gegen den Wahlausgang Widerspruch ein. Als diesem entsprochen wurde, konnte er am 10. Februar 1904 das Mandat von Howell übernehmen und bis zum 3. März 1905 die laufende Legislaturperiode beenden.
Nach dem Ende seiner Zeit im US-Repräsentantenhaus ist William Connell politisch nicht mehr in Erscheinung getreten. Er starb am 21. März 1909 in Scranton. Sein Sohn Charles (1864–1922) wurde ebenfalls Kongressabgeordneter.